# Germaines
Germaines település Franciaországban, Haute-Marne megyében. Lakosainak száma 50 fő (2022. január 1.). Germaines Arbot, Auberive, Aulnoy-sur-Aube, Bay-sur-Aube és Colmier-le-Haut községekkel határos.

## Népesség
A település népességének változása:
| Lakosok száma | 84   | 57   | 45   | 30   | 31   | 32   | 41   | 47   | 50   | 50   |
|               | 1968 | 1982 | 1990 | 2006 | 2013 | 2015 | 2017 | 2019 | 2020 | 2022 |